# Улицы Ларедо (фильм, 1949)
«Улицы Ларедо» (англ. Streets of Laredo) — американский вестерн 1949 года. В главной роли — Уильям Холден. Ремейк фильма «Техасские рейнджеры» (1936). Съёмки фильма велись два месяца: с 13 июля по 17 сентября 1948 года в штатах Нью-Мексико и Калифорния. Мировая премьера состоялась 11 мая 1949 года в Нью-Йорке (США).

## Сюжет
Действие фильма разворачивается в Техасе 1878 года. Трое приятелей-изгнанников, промышляющих грабежом, Джим, Лорн и Уаху спасают очаровательную сироту Рэнни Картер от вымогателей. После спасения девочки Докинс и Уаху решают перейти на сторону закона и присоединиться к техасским рейнджерам. Реминг с проторённой дорожки сходить не собирается, тем более он становится всё более удачливым в своём ремесле. Прошли года. Джим и Уаху стали настоящими рейнджерами. Рэнни выросла и стала прекрасной девушкой. Джим влюблён в неё, но Ренни, как и в детстве, симпатизирует Лорну. Кто знает, изменит ли девушка когда-нибудь своё мнение…

## В ролях
- Уильям Холден — Джим Докинс
- МакДональд Кэри — Лорн Реминг
- Уильям Бендикс — Рубен Джонс «Уаху»
- Мона Фриман — Рэнни Картер
- Стэнли Риджес — майор Бейли
- Альфонсо Бедойя — Чарли Калико
- Рэй Тил — подручный Кантрелл
- Клем Беванс — Поп Линт
- Джеймс Белл — Айк
- Дик Фут — техасский рейнджер Пайпс
- Джо Домингез — техасский рейнджер Франциско
- Грендон Родс — Фил Джессап
- Перри Ивинс — мэр Тоусон
- Хэнк Уорден — техасский рейнджер (в титрах не указан)